# 旧金山轻轨T线
T線第3街輕軌（英語：T Third Street），通稱3街輕軌或T線，是旧金山轻轨的一条线路，服務舊金山東側區域。它成为旧金山轻轨大半个世纪以来第一條开通的线路，也是第一个全线均有无障碍设施的线路。

## 路線
路線南起訪谷區森尼戴爾站，主要行經第3街路面，途經灣景區、多帕奇、米慎灣，然後行經第4街進入市場南。越過80號州際公路下方進入地底，行經第4街及市德頓街下方的中央地鐵隧道，最後抵達北端終點華埠站。行經中央地鐵隧道的延伸段於2013年動工，於2023年1月7日正式投入服務。
T線在未來有延伸計畫，預計向北延伸至北灘，並會研究延伸至漁人碼頭和舊金山要塞的可行性。